# کلاوس کرن
 کلاوس کرن (آلمانی: Klaus Kern؛ زاده ۲۴ مارس ۱۹۶۰) یک شیمی‌دان و فیزیکدان در زمینه solid state chemistry اهل آلمان است.